# Lépidotonpolis
Lépidotonpolis (grec ancien : Λεπιδότων πόλις) est le nom grec d'une ancienne ville égyptienne de Haute-Égypte située sous le village moderne Nag' El Mashayikh, en face de l'actuelle Girga. Le nom égyptien ancien du lieu était peut-être Behedet jabtet - ou Per mehit selon Gauthier.
Sous le village moderne se trouvent les vestiges d'un temple du Nouvel Empire. On y a trouvé des fragments portant les noms des rois égyptiens Amenhotep III, Ramsès II et Mérenptah.
La principale divinité du lieu était la déesse lionne Mehyt. Le poisson lepidotus y était également vénéré, confirmé par la découverte d'un naos rempli de poissons en bronze.
Près du temple se trouve un ancien cimetière comprenant la tombe en pierre taillée décorée d'Anhourmose et la tombe du scribe royal Imiseba.